# Систр

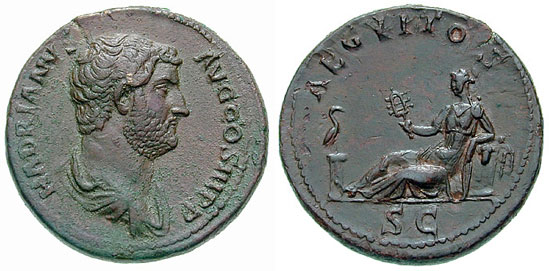
На монете Адриана изображена женщина с систром в руке

Систр (егип. sḫm; др.-греч. σεῖστρον, лат. sistrum — «то, что встряхивают») — ударный музыкальный инструмент без определённой высоты звука.

## Инструмент
Состоит из металлической пластины в форме продолговатой подковы или скобы, к более узкой части которой прикреплена ручка. Сквозь небольшие отверстия, сделанные по бокам этой подковы, продеты металлические прутья разной величины, концы которых загибаются крючком. Надетые на крючки металлических стержней тарелочки или колокольчики звякают или бряцают при встряхивании.
В академической музыке используется эпизодически, наряду с другими погремушками (например, в опере «Севильский цирюльник»). «Les tringles des sistres» в опере «Кармен» Бизе.

## История
В Древнем Египте систр использовался в религиозных процессиях и других церемониалах, приуроченных к культу преимущественно Хатхор. Являлся символом 7-го нома Верхнего Египта, который так и назывался — «Земля систра». Музыкантши, потрясающие систрами перед скульптурами божеств, именовались sekhemyt. Этот титул носила супруга фараона Сети I Туя, участвовавшая в церемониях в честь богинь Мут и Небет-Хетепет. Систр также могли использовать жрецы. Навершия систра обычно украшали изображением кошки с человеческим лицом, а на рукоятке — лицом Хатхор и богини-кошки Баст. Огромный золотой систр стоял в главном святилище Хатхор — в её храме в Дендера.
Из Древнего Египта систр попал в Шумер, Древнюю Грецию, позже в Древний Рим. Плутарх («Об Исиде и Осирисе») приписывал систру магическую роль — с помощью систра отпугивали и отражали Тифона (Сета).
До начала XX века встречался в Египте и Абиссинии.

Как культовый инструмент сохраняется в обряде Александрийской и эфиопской церквей. 

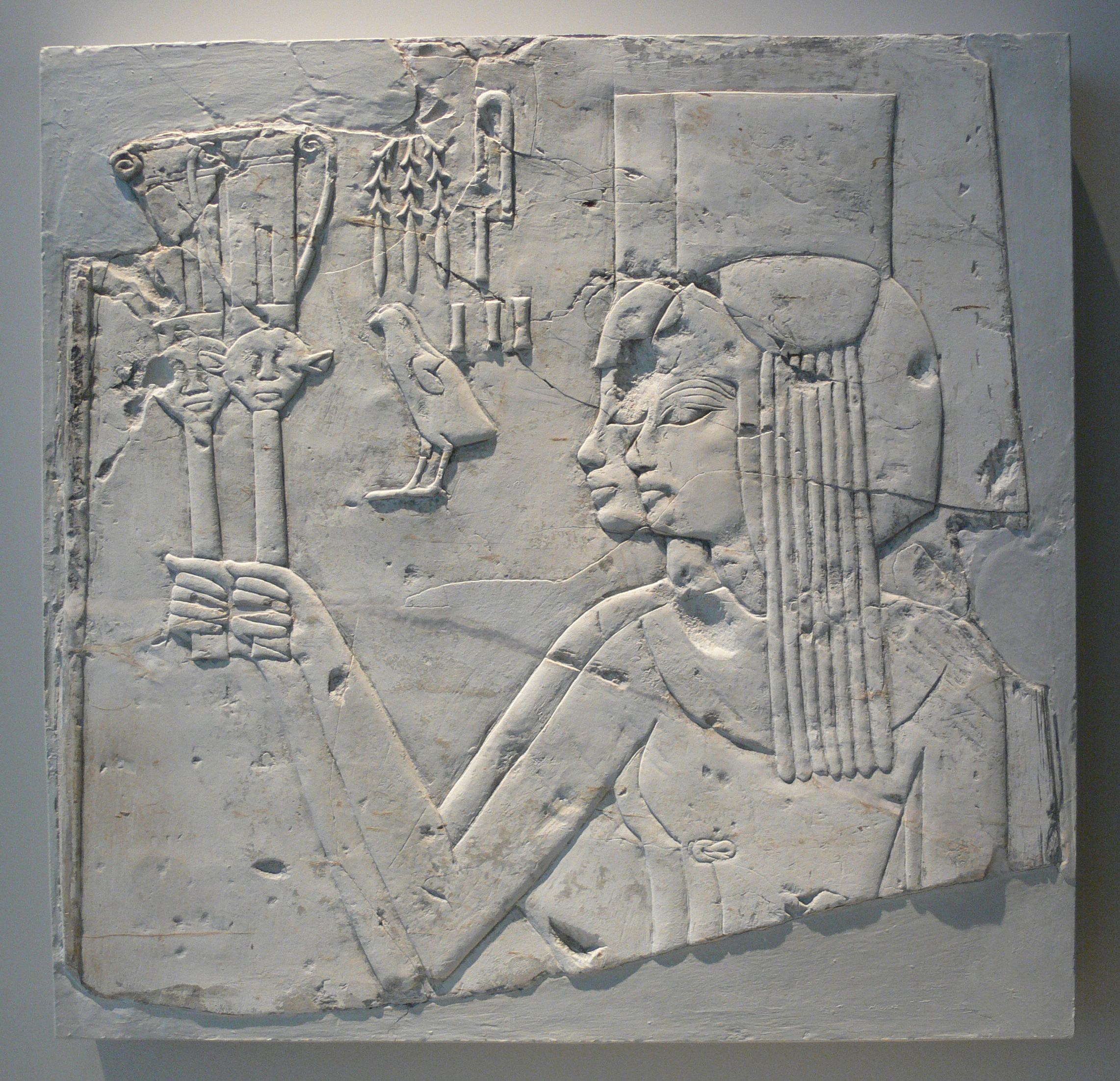
Принцессы с систрами, XVIII династия. Берлинский египетский музей
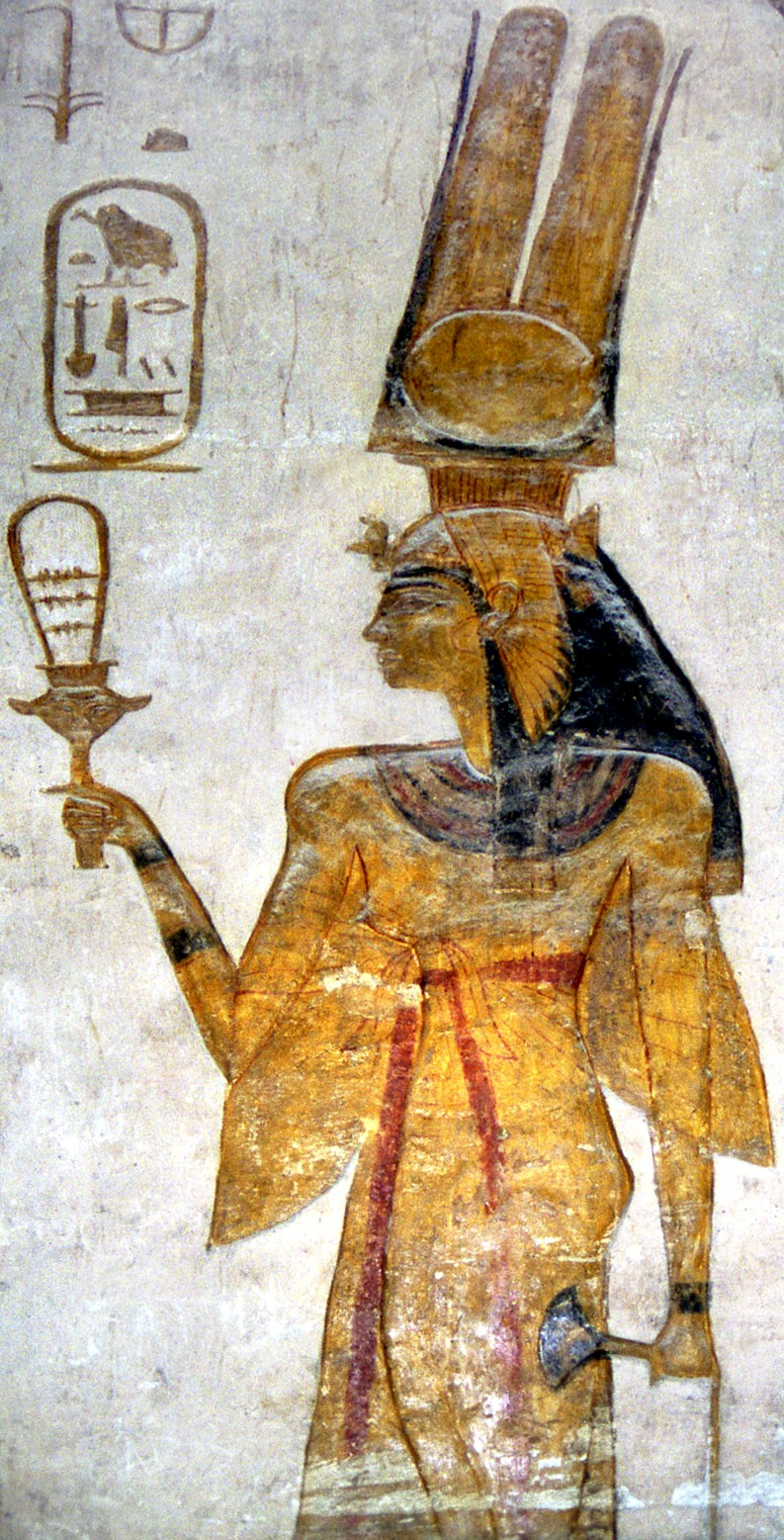
Царица Нефертари Меренмут с систром в руке. Фреска в храме Абу-Симбел
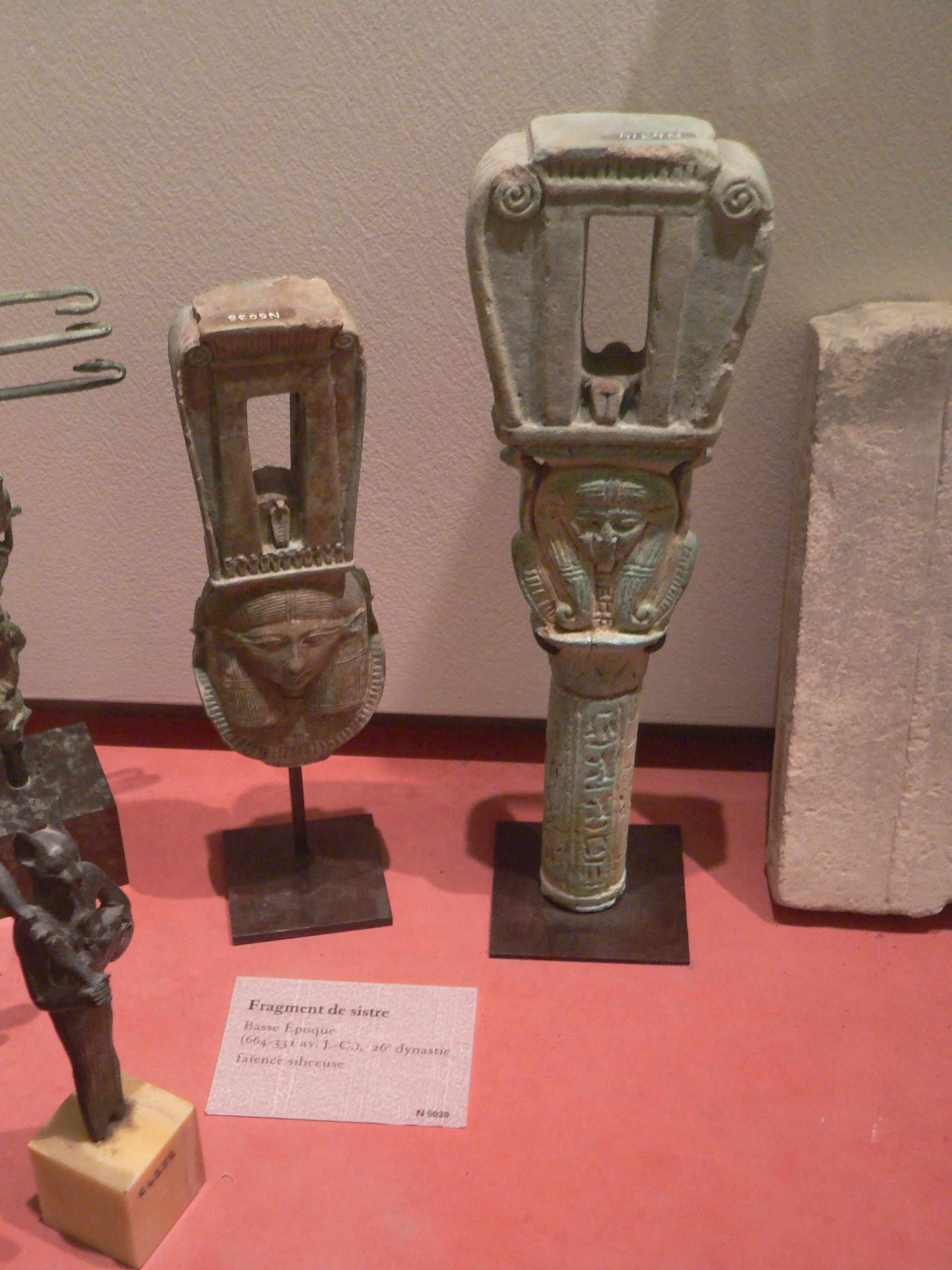
Систры с изображением Хатхор, XXVI династия
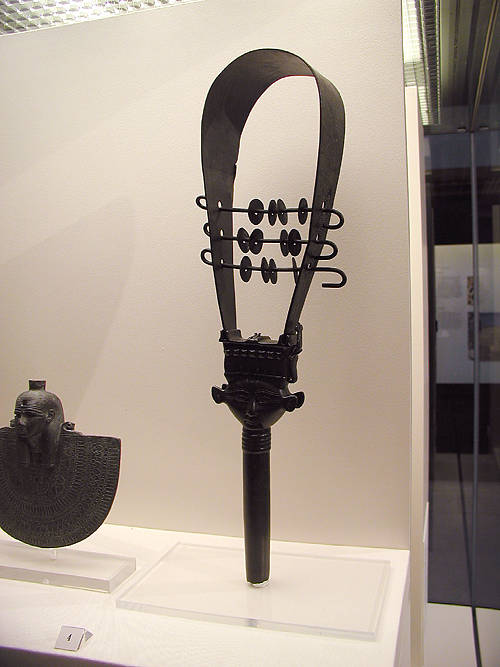
Систр Эллинистического периода с изображением Хатхор из Британского музея
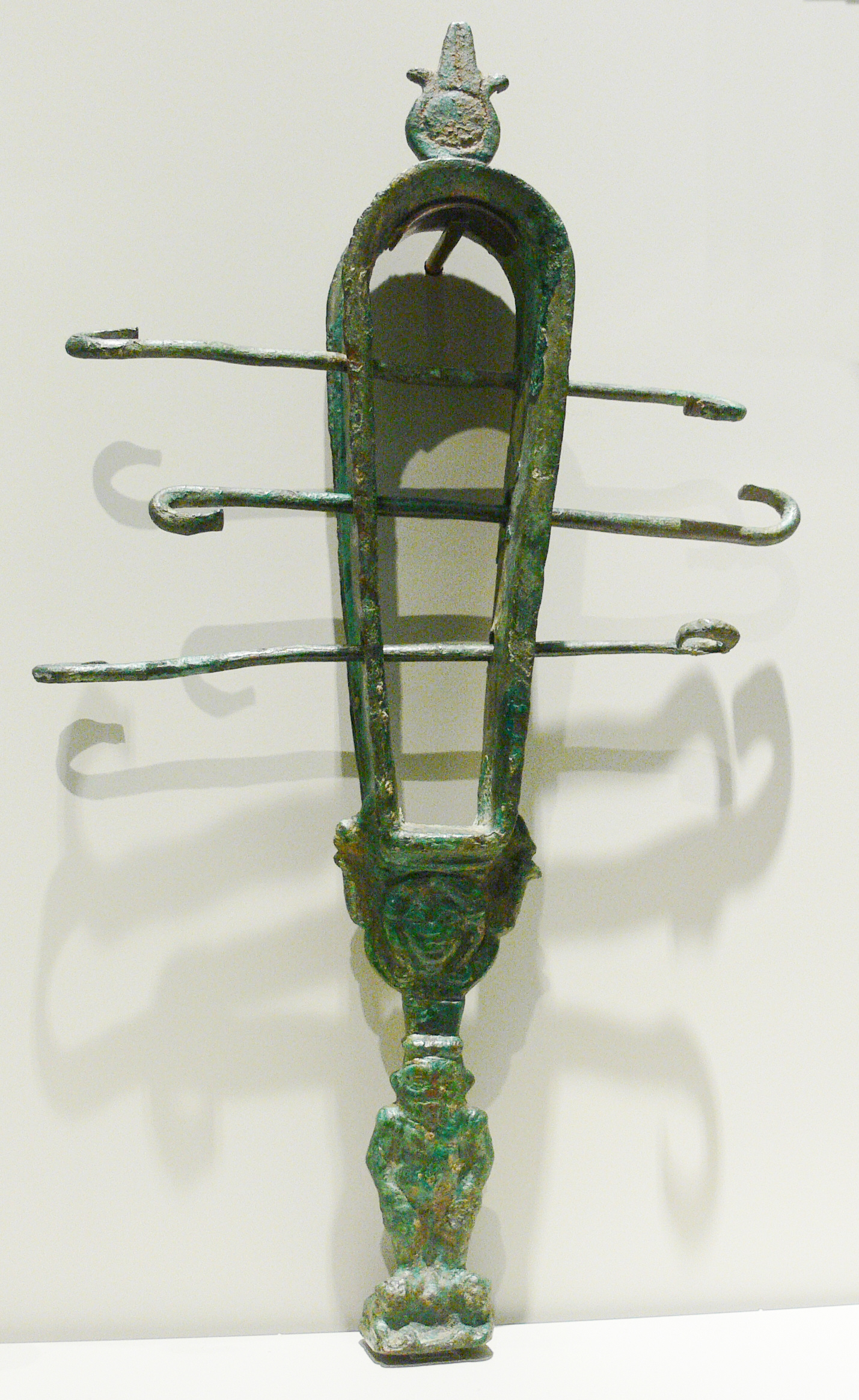
Металлический систр 350 год до н.э. Берлинский египетский музей
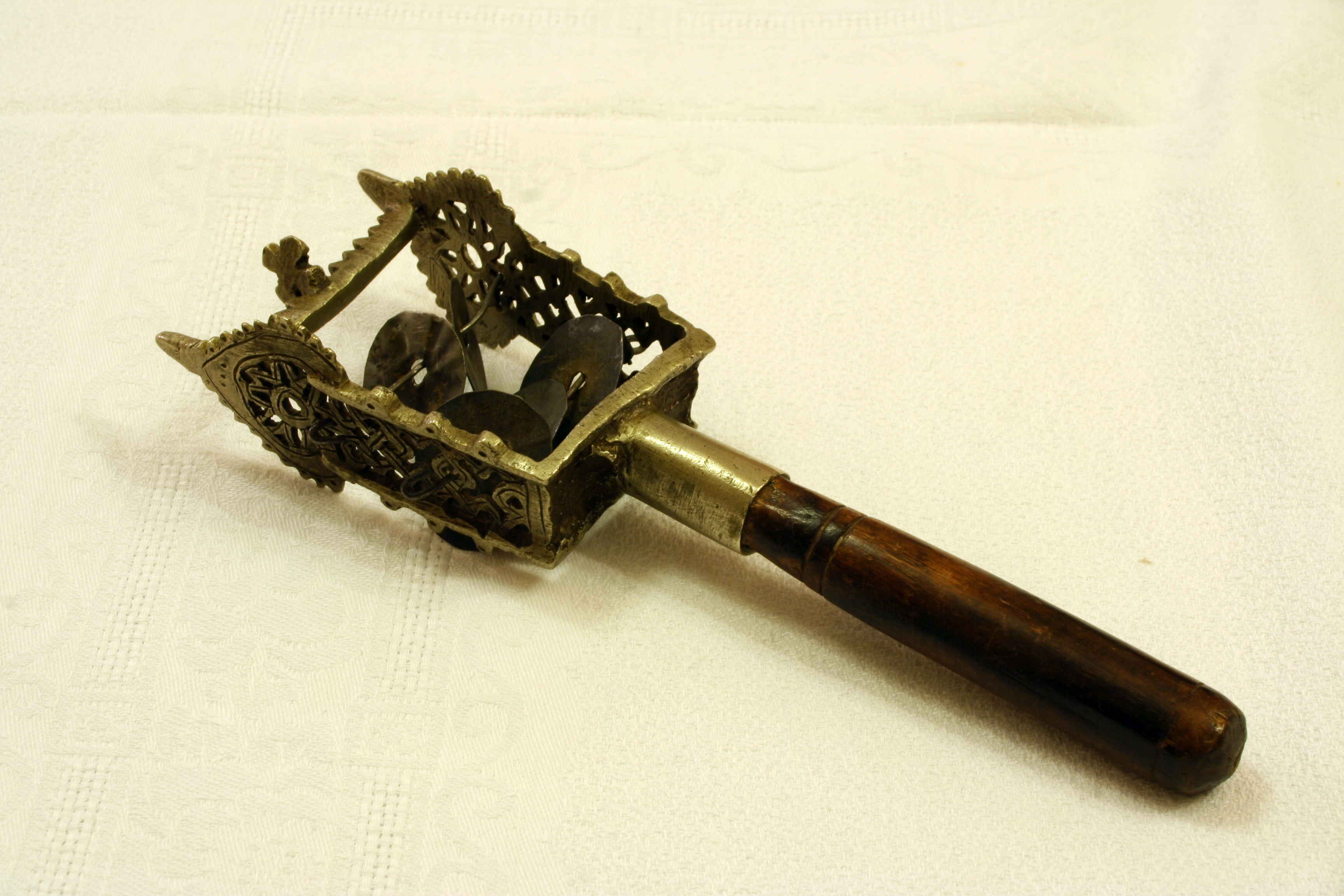
Коптский систр